# Wielki Pawłopol
Wielki Pawłopol (biał. Вялікі Паўлопаль, Wialiki Paułopal; ros. Большой Павлополь, Bolszoj Pawłopol; hist. Pawłopol) – wieś na Białorusi, w obwodzie brzeskim, w rejonie małoryckim, w sielsowiecie Czerniany.

## Historia
W XIX i w początkach XX w. wieś położona w Rosji, w guberni grodzieńskiej, w powiecie kobryńskim.
W dwudziestoleciu międzywojennym kolonia leżąca w Polsce, w województwie poleskim, w powiecie kobryńskim, w gminie Nowosiółki. W 1921 kolonia liczyła 283 mieszkańców, w tym 144 Białorusinów, 73 Rusinów i 66 Polaków. 275 mieszkańców było wyznania prawosławnego i 8 rzymskokatolickiego.
Po II wojnie światowej w granicach Związku Sowieckiego. Od 1991 w niepodległej Białorusi.